# Grosz Bernát
Grosz Bernát (Székesfehérvár, 1868. március 15. – Auschwitz, 1944. június 17.), a székesfehérvári Fekete Sas Szálló egykori tulajdonosa, Székesfehérvár első mozijának építtetője. A köztiszteletben álló vas- és gépkereskedő a kultúra lelkes támogatója volt. Székesfehérvár egyik leggazdagabb polgáraként tevékeny részt vállalt nemcsak a város, hanem az ország közéletében is.

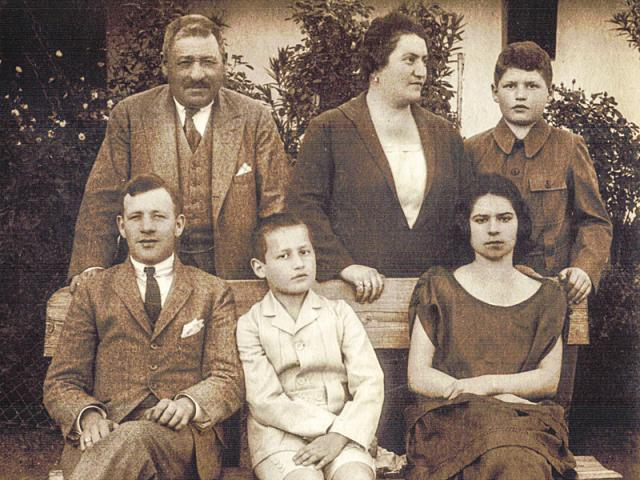
Grosz Bernát és családja

## Élete
Grosz Bernát 1878-tól 1885-ig az akkor még hétosztályos székesfehérvári Magyar Királyi Állami Főreáliskola tanulója volt, itt sajátította el a német és a francia nyelv alapjait, és itt kapott feltételezhetően némi zenei ismeretet, talán hangszeres oktatást is.
Grosz Bernát a szakmai alapok elsajátítása után mintegy három évre külföldi tanulmányútra, feltételezhetően német nyelvterületre ment, így nemcsak a vasáruval kapcsolatos ismereteit bővítette, hanem németül is tárgyalóképessé vált. A szakmai továbbképzés egyes állomásait, amelynek során értékes üzleti kapcsolatokat is szerzett, sajnos nem ismerjük, de a vasiparral foglalkozó cégeken kívül feltételezhetően felkereste Csehország nagy üveggyárait és Németország jelentős porcelánmanufaktúráit is. 1893-ban visszatért Székesfehérvárra, egy évvel később megnősült, gyermekei születtek. Apja Sas utcai, a Fekete Sas Szálloda melletti épületben működő porcelán- és üveg kereskedésében kezdett dolgozni, mint segéd. Ekkor már itt dolgozott, ugyanebben a minőségben, nyolc évvel idősebb bátyja, Aladár Adolf is, akit 1905-tól hivatalosan is az immár „Grosz József és Fia“ nevű cég társtulajdonosaként jegyeztek.

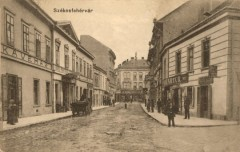
Fekete Sas Szálló

Grosz Bernát tíz évig dolgozott a boltban, ahol szakmai tudását tökéletesítette, gyakorlatot szerzett, sőt gazdálkodással is foglalkozott. 1903-ban önálló céget alapított és a Rác u. 5. sz. alatt megnyitotta szülővárosa első vas- és építőanyag kereskedését, később a Nádor u. 5-ben is nyitott egy vasáru üzletet. Nagy lendülettel vetette bele magát a munkába, 1905-től már nagykereskedőként is tevékenykedett. Az üzleti sikerek azt is lehetővé tették, hogy további nagyobb beruházásba vágjon. Csak találgathatunk, hogy miért jelentkezett vásárlóként, amikor 1909 végén a Fekete Sas Szállodát áruba bocsátották. Grosz Bernát előbb fele részben, egy évvel később egyedüli tulajdonosa volt a 120.000 korona értékű szállodának.

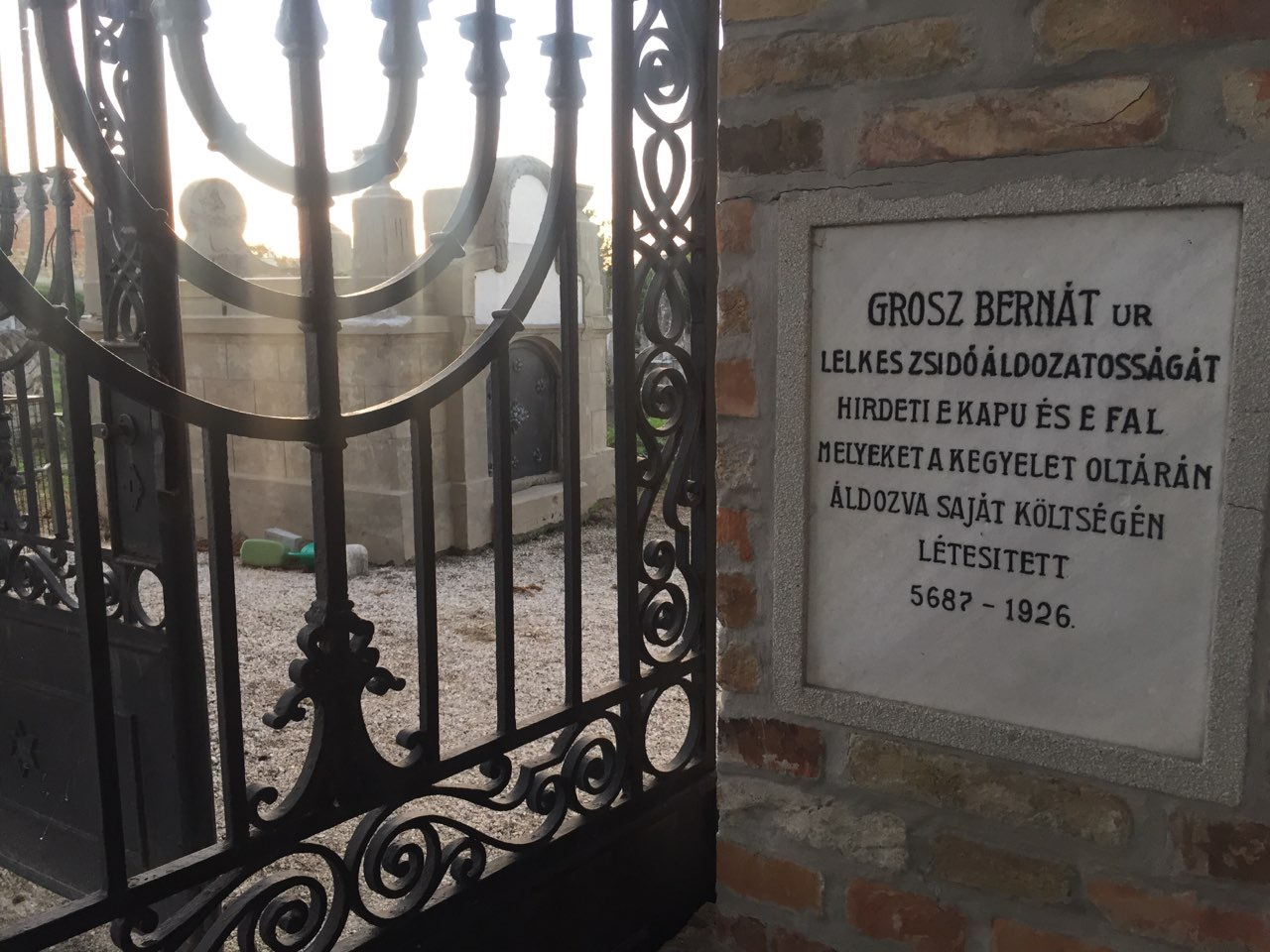
Grósz Bernát építette temetőkerítés, amit 2013-ban újított fel Székesfehérvár MJV Önkormányzata.

Grosz nemcsak a kultúra és a művelődés intézményeit támogatta lelkesedéssel, a vallásos megmozdulásokban is szerepet vállalt. Mint a székesfehérvári izraelita hitközség elöljáróságának tagja a Chevra Kadisa-ban, más néven a Szent Egyletben alelnökként tevékenykedett. Ez a vallási egyesület 1858 óta működött Székesfehérváron, és régi hagyományokat követve a halottak eltemetéséről, és a hozzá kapcsolódó vallási előírások betartásáról gondoskodott. Feladatuk volt a súlyos betegségben szenvedők ellátása, a gyászolók és árvák segítése is. Bizonyára ezzel a hivatalával függött össze Grosz Bernát egyik adománya 1926-ban: a székesfehérvári zsidó temetőnek új kaput és új kerítést csináltatott. A mai napig meglévő kerítés és a kapu az egyetlen fennmaradt tárgyi bizonyítéka a vaskereskedő Grosz család vállalkozásainak.
A tekintélyes üzletembert 1914-ben városi képviselőnek választották, a Törvényhatósági Bizottság és szakbizottságainak tagja lett. Ezen kívül még számos egyéb szakmai szervezet tagja volt, több helyen az elnökség tagjaként dolgozott. Ő volt a Székesfehérvári és Fejér Megyei Kiskereskedők Társulatának alapítója és két cikluson át elnöke, ezen minőségében sokat tett a fehérvári kiskereskedők egységének megteremtéséért. Volt a Magyar Vaskereskedők alelnöke, a Kereskedelmi Egyesület tagja, a Budapesti Ipari és Kereskedelmi Kamara tagja, a Székesfehérvári Kerületi Munkásbiztosító felügyelő bizottságának elnöke, a Székesfehérvári Piaci és Vásári Kereskedelmi Egyesület elnöke, a Székesfehérvár és Vidéke Vaskereskedők Egyesületének elnöke. Az OMKE (Országos Magyar Kereskedelmi Egyesülés) igazgatótanácsának, a MABI (Magánalkalmazottak Biztosító Intézete) közgyűlésének, és az 1870-ben alapított, a szerényebb jövedelemmel rendelkező városlakók ingatlanvásárlását és építkezéseit támogató Kölcsönös Népsegélyező Egyletnek. 1927-ben megválasztották az Önkéntes Tűzoltó és Mentő Egyesület választmányi tagjának, majd alelnökének, a Hungária Műtrágyagyár, a Spódiumgyár és a Taurus Rt. igazgatósági tagjának, a PLTE sportegyesület és a szakmai érdekképviseletet ellátó, 1910-ben alapított KÉKOSZ, a Kézműiparosok és Kereskedők Országos Szövetsége társelnökének.
Az 1940-es évekre a család sorsa elviselhetetlenné vált. A lakosság a vasáruüzletet elkerülte, időközben felnőtt gyermekei munkát nem vállalhattak. 1944-ben több, a zsidóság teljes elszigetelését célzó rendeletet hoztak. 1944 májusában valamennyiük, így Grosz Bernát vagyonát, ingatlanait is elkobozták és őt is, valamint Székesfehérváron élő családját a vasútállomás melletti téglagyárba hajtották. Számtalan további megaláztatás és kínzás után 1944. június 14-én marhavagonokba zsúfolva több mint 2700 székesfehérvári és Fejér megyei zsidót Auschwitzba deportáltak. Megérkezése után az ekkor már 76 éves Grosz Bernátot, mint munkára alkalmatlant azonnal a gázkamrába küldték, a pontosan vezetett dokumentáció szerint 1944. június 17-én halt meg.
Székesfehérvár első botlatóköve ő, és felesége emlékét idézi meg.